# Siida (Museum)
Siida – Samisches Museum und Naturzentrum (finnisch Siida – Saamelaismuseo ja luontokeskus, nordsamisch  Siida – Sámemusea ja luondduguovddáš) ist ein der Geschichte und Kultur der Samen (nordsamische Eigenbezeichnung: Sámi) und der Natur im nördlichen finnischen Lappland gewidmetes Museum und Veranstaltungszentrum in Inari, Finnland.

## Geschichte
Die halbnomadische und auf Rentierhaltung basierende Lebensweise der Samen wurde seit dem 17. Jahrhundert zunehmend durch eine von Süden her vordringende und auf Landwirtschaft basierende Kultur und die dabei entstehenden nationalstaatlichen Strukturen (Grenzziehungen, staatliche Verwaltung) zurückgedrängt und eingeschränkt. Am Ende des Lapplandkrieges (1944/45) wurde von den Truppen der deutschen Wehrmacht auf ihrem Rückzug in den Norden Finnlands in Richtung des noch vom Deutschen Reich besetzten Norwegen die Taktik der „verbrannten Erde“ angewandt, d. h. die Ortschaften und entlang der Straßen gelegenen Gebäude fast vollständig zerstört. Betroffen waren davon auch die samischen Siedlungen, deren Kultur in Finnland auf diese Weise vor der Auslöschung stand. In Ostbottnien, wohin sie im Verlauf des Zweiten Weltkrieges evakuiert worden waren, wurde 1945 der Samii Liitto als politischer und kultureller Verband gegründet. Auf Initiative Johan Nuorgams wurde beschlossen, ein Museum zu schaffen, wo noch vorhandene Kulturgüter gesammelt und ausgestellt werden sollten. Als Standort wurde Inari ausgewählt, das bis zur Zerstörung im Krieg der Hauptort der Region und ein Zentrum der samischen Bevölkerung Finnlands gewesen war.

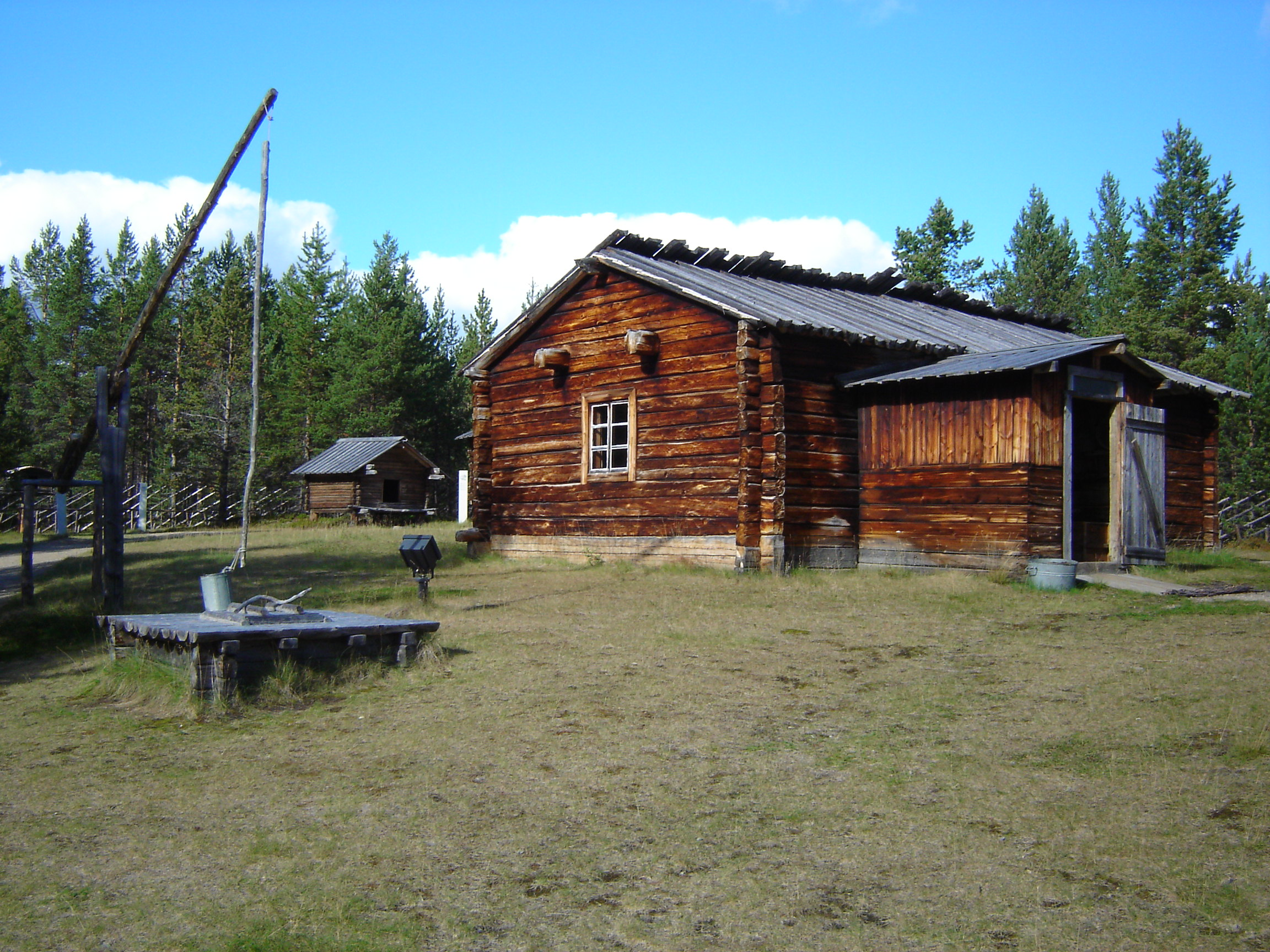
Siida-Freilichtmuseum (2007)

Das Inari Sámi Museum wurde 1959 gegründet. Zunächst suchte man Holzgebäude, die auf dem Gelände wiedererrichtet wurden, und sammelte Kunst- und Alltagsgegenstände. Die ersten Bauwerke wurden 1960 fertiggestellt. Im Sommer 1963 erfolgte die Eröffnung dieses ersten samischen Museums in Fennoskandinavien als Freilichtmuseum. Der Samii Litto betrieb das Museum unter der Leitung Nuorgams bis 1986, bis zur Schaffung der Stiftung Sámi museum – Saamelaismuseosäätiö, der es übertragen wurde, um die Weiterentwicklung und den zukünftigen Erhalt zu sichern. Der Leitung gehörten von nun an neben Vertretern der Samen auch Repräsentanten des finnischen Bildungsministeriums Opetus- ja kulttuuriministeriö und der Gemeinde Inari an. Zeitgleich wurde ab den frühen 1980er-Jahren mit der Planung eines Museumsgebäudes und einer permanenten, nach modernen Konzepten erarbeiteten Schausammlung zur Geschichte und Kultur der Samen Finnlands sowie der Natur der Region begonnen. Notwendig war das auch aus konservatorischen Gründen geworden, um die Ausstellungsobjekte besser schützen und sie während des ganzen Jahres Besuchern präsentieren zu können, was in den ungeheizten Bauten des Freilichtmuseums nicht möglich war. Das neue Museumsgebäude neben dem bestehenden Gelände wurde, errichtet nach Plänen von Juhani Pallasmaa, am 1. April 1998 eröffnet. Der Name wurde von der nordsamischen Bezeichnung siida für ein gemeinschaftlich von mehreren Familienverbänden genutztes Weide- und Jagdgebiet übernommen.

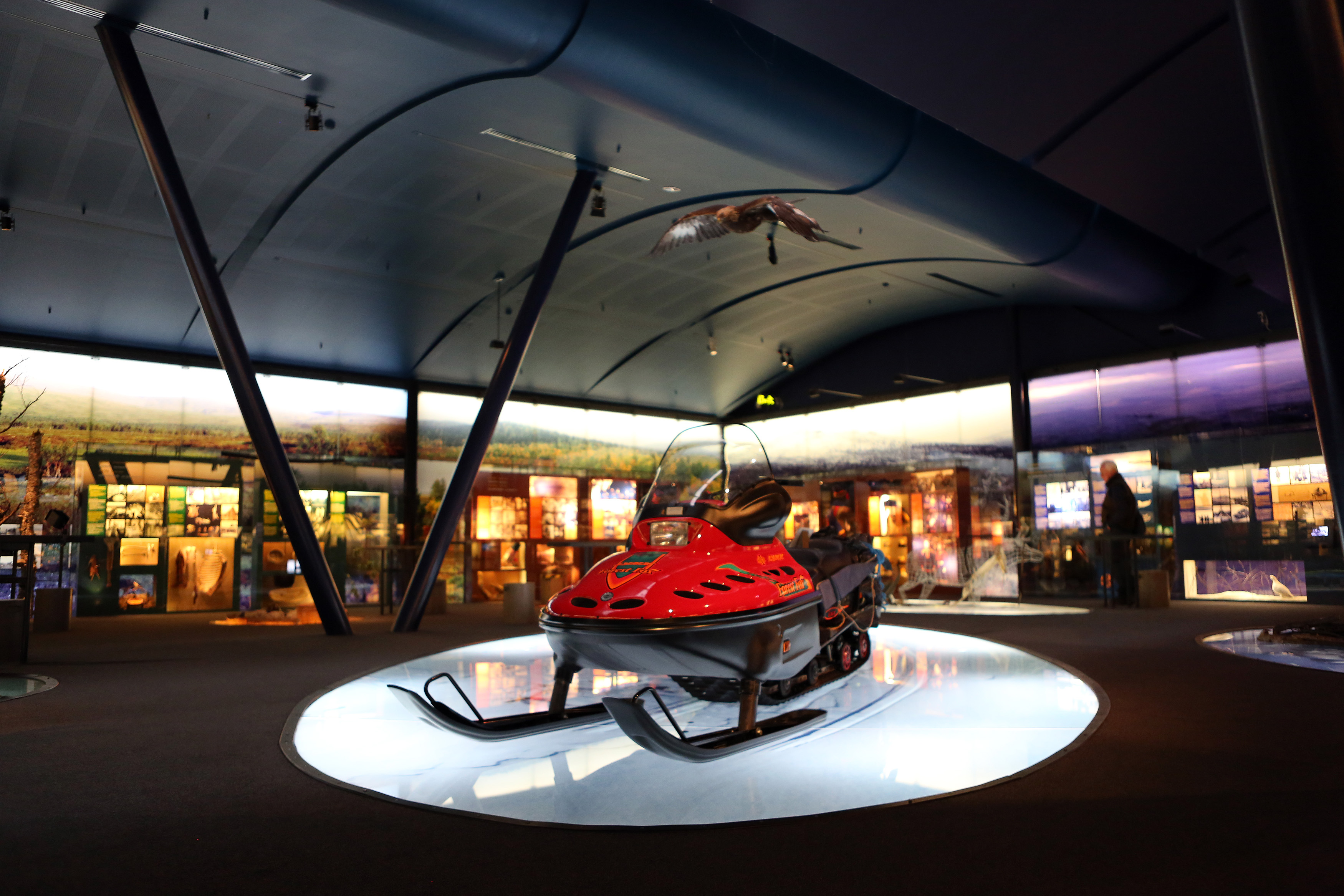
Hauptsaal des Museums (2013)

Anspruch des Museums ist es, neben der Sammlung, Konservierung und Ausstellung historischer Kulturgüter, auch als Zentrum der Forschung und der Dokumentation der zeitgenössischen Kultur der Samen zu dienen, wobei nicht nur die finnischen, sondern alle Angehörigen dieses indigenen Volkes umfasst werden, auch die in Norwegen, Russland und Schweden lebenden (vgl. Sápmi). In Inari haben sich seit dem Zweiten Weltkrieg auch ein Büro des finnischen Sameting, der samischsprachige Sender YLE Radio Sámi der finnischen öffentlich-rechtlichen Rundfunkanstalt Yleisradio, das samische Bildungszentrum, die Kunsthandwerksvereinigung Sámi Duodji, die Vereinigung der Freunde der samischen Kunst und weitere samische Organisationen angesiedelt, mit denen das Museum kooperiert. Im Zuge des Ausbaus der samischen Autonomie soll das Museum den Status eines Nationalmuseums erhalten. Siida wurde am 6. Mai 2024 zum Europäischen Museum des Jahres gekürt.

## Ausstellungen

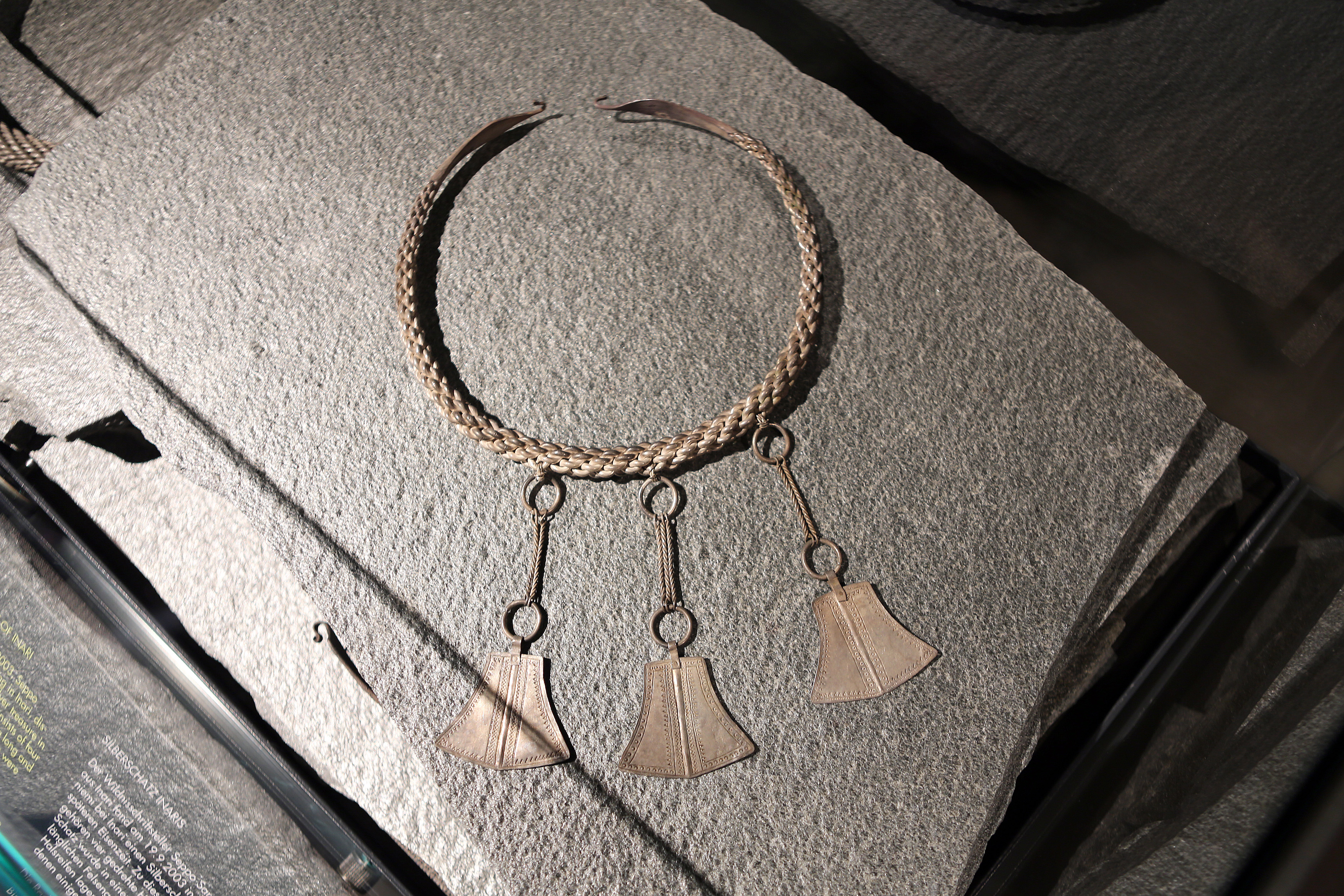
Halsband aus dem „Silberschatz von Nangunniemi“

Das Museum ist sowohl in den permanenten Schausammlung wie auch in den temporären Ausstellungen am Konzept der Humanökologie orientiert. Die drei thematischen Hauptbereiche bilden demnach die natürliche Umgebung im kaltgemäßigten Klima der borealen Ökozone in der die Kultur der Samen entstand (vgl. Nordkalotte), die Gesellschaft, die sich dabei entwickelte, und das Verhältnis zwischen dem Individuum und dieser Gesellschaft.
Ausgehend von der frühesten menschlichen Besiedelung der Region nach der letzten Eiszeit, der Weichsel-Kaltzeit, in der Jungsteinzeit vor rund 10.000 Jahren, wird in einem eigenen Saal mit einer einführenden Ausstellung ein chronologischer Überblick zur Geschichte und der allmählichen Entwicklung der samischen Kultur, Gesellschaft sowie der samische Sprachen im Wechselspiel mit den geographischen und klimatischen Bedingungen gezeigt.

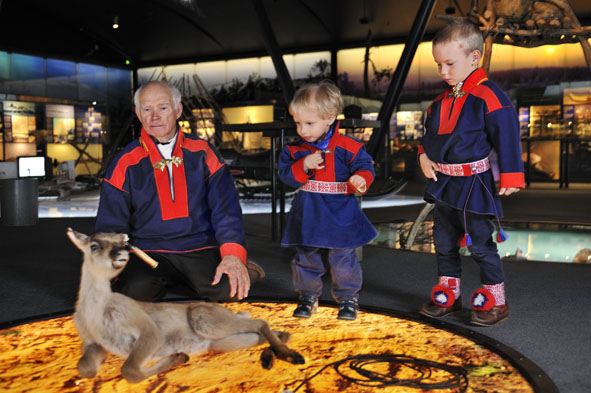
Samen in traditioneller Tracht im Museum

Der Hauptsaal des Museums präsentiert die Kultur der Samen der jüngeren Vergangenheit bis heute, wobei das gesellschaftliche Leben in enger Verbindung mit der Natur und dem Wechsel der Jahreszeiten gezeigt wird. Als immer noch teils nomadisch und traditionell von Rentier-Zucht lebendes Volk sind der Wechsel von Schnee und Eis im Winter und den Vegetationsperioden im Frühling und Sommer von zentraler Bedeutung. So ist beispielsweise die Zeit der Stechmücken in den warmen Monaten auch die Zeit, in der die Rentiere, die vor den Insekten fliehen, zusammengetrieben und markiert werden. Im Spätsommer wurde das Heu eingebracht und zur Weiterverarbeitung zu Winterschuhen vorbereitet. Der eng mit den kulturellen Bereichen verwobene naturkundliche Teil des Museums wird in Kooperation mit der finnischen Forstbehörde Metsähallitus kuratiert, die auch die Nationalparks in Finnland betreut. Aufgezeigt werden auch die Wechselwirkungen mit den von Süden vordringenden skandinavischen Königreichen (Geschichte Skandinaviens) und den durch Handelsbeziehungen entstehenden Kontakten mit europäischen Völkern, die etwa im Kunsthandwerk und in der Zurückdrängung des Schamanismus durch das Christentum ihren Ausdruck fanden.

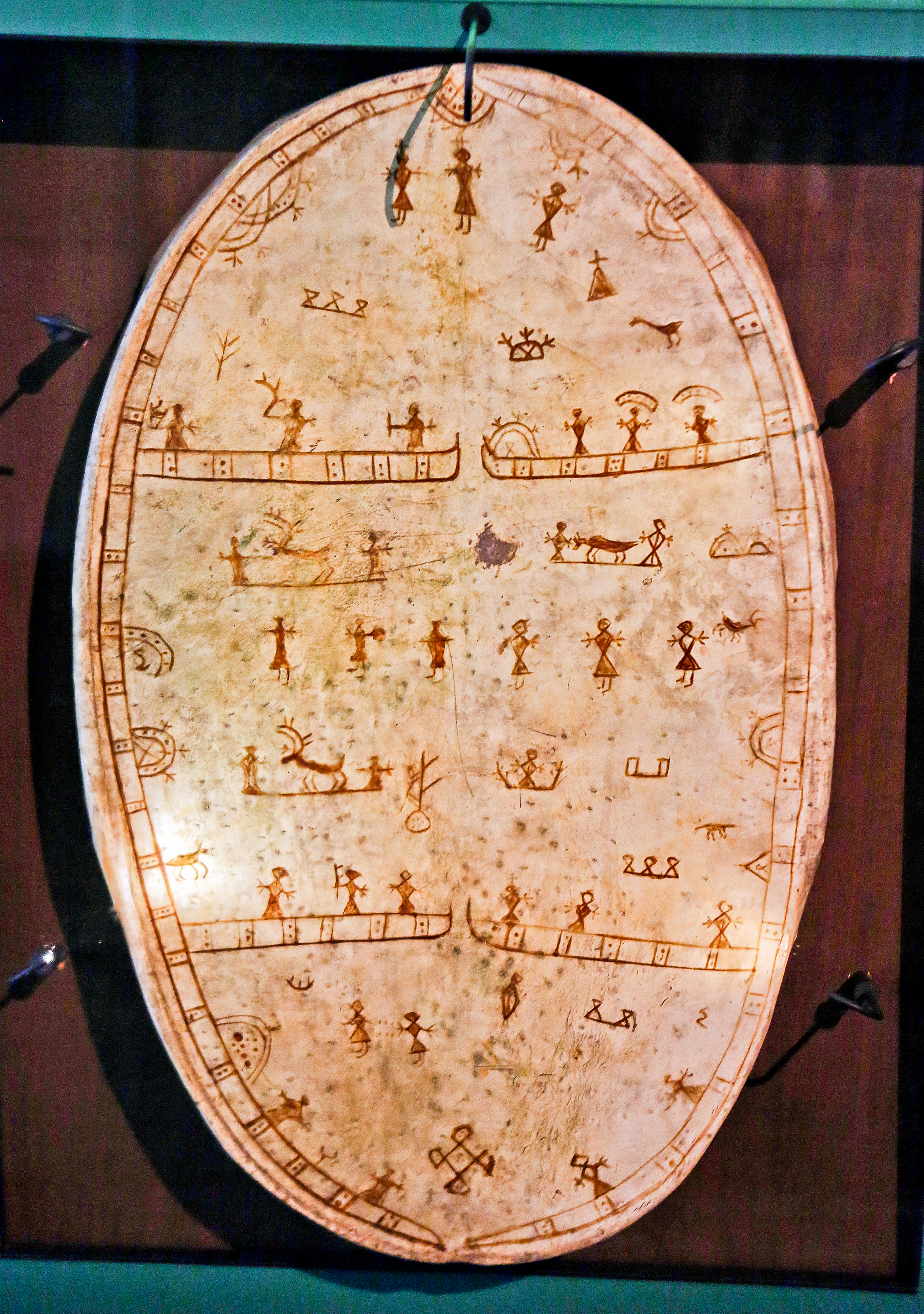
Schamanen-Trommel
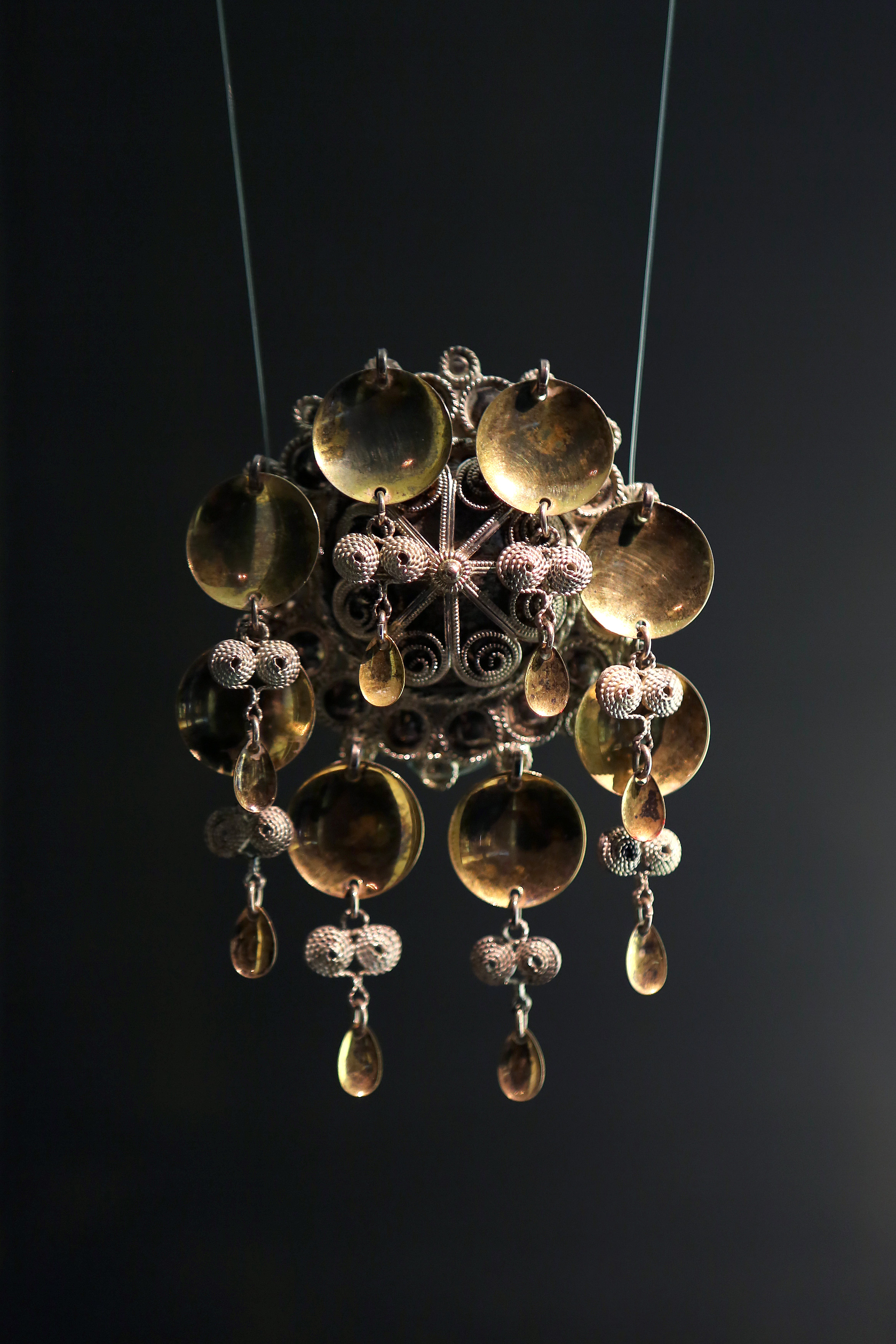
Brosche
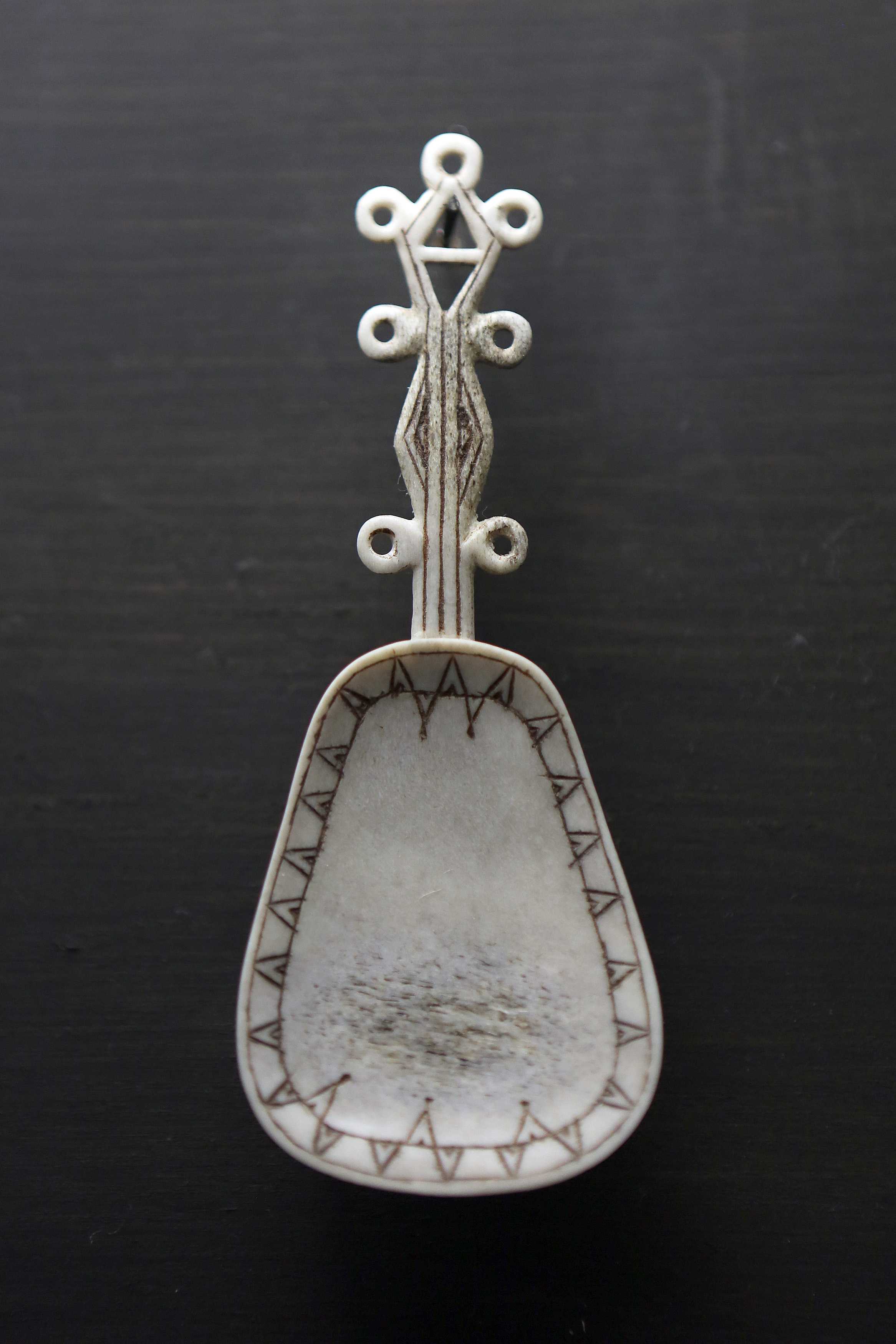
Löffel aus Rentiergeweih
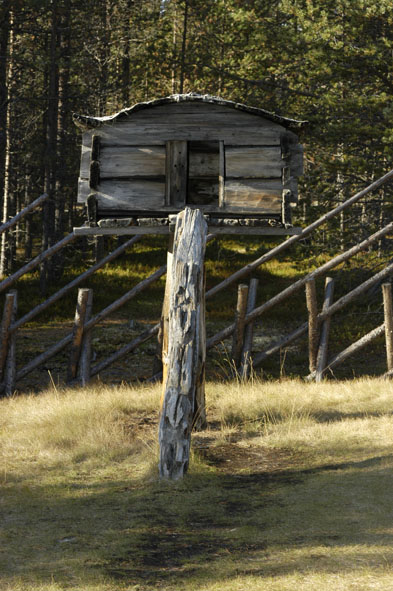
Vorratshäuschen (Nili/Njalla)

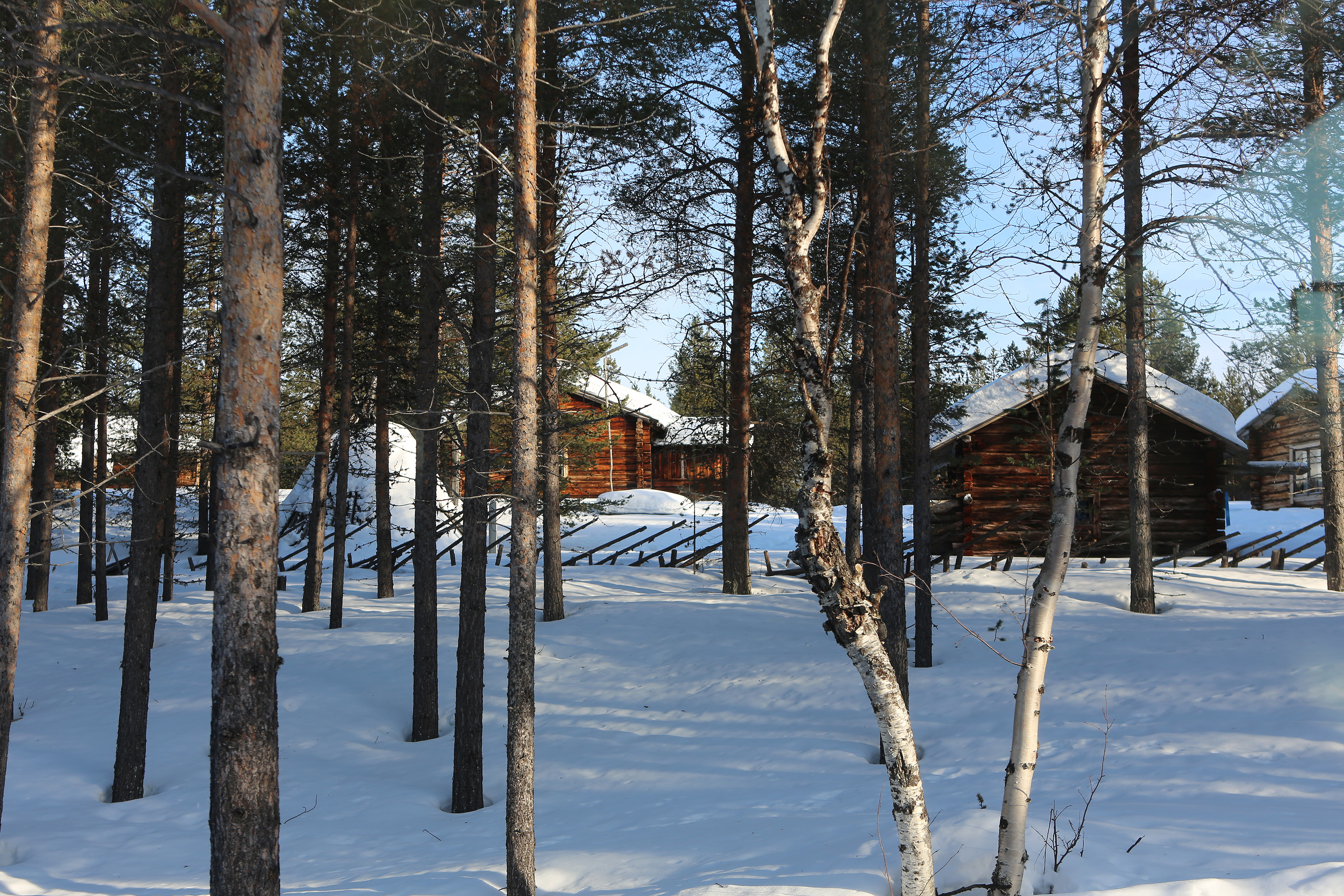
Siida-Freilichtmuseum (2013)

In den Sommermonaten bietet das Freilichtmuseum einen Rundgang mit rund 50 Objekten, von traditionellen sowohl feststehenden wie auch beweglichen Bauten über Konstruktionen zur Vorratshaltung bis zu solchen, die der Jagd oder Rentierhaltung dienen.

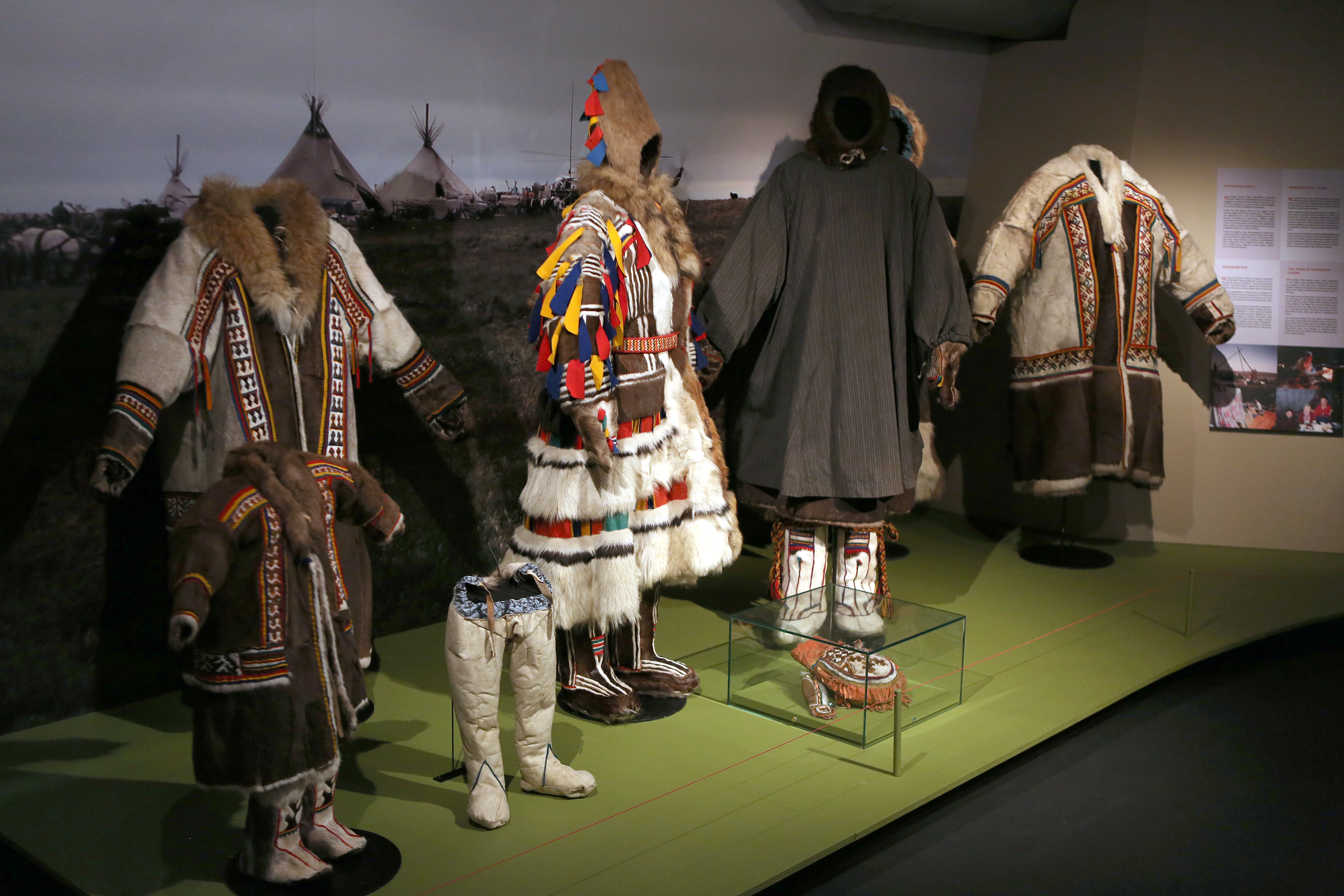
„Die Nenzen - Ein Volk der Tundra“ (2013)

Neben den Dauerausstellungen zeigt das Museum Siida seit der Eröffnung auch temporäre Ausstellungen. Die Erste, im Eröffnungsjahr 1998, widmete sich unter dem Titel Geaidit („Zauberkünstlerinnen“) fünf samischen Künstlerinnen. Weitere Sonderausstellungen zeigten etwa Fotografien aus der Zeit am Ende der Polarnacht („Der blaue Moment“), widmeten sich dem modernen Leben in der Region („Über den ungebrochenen Schnee – 50 Jahre Schneemobil in Finnland“) oder verwandten Kulturen („Ein Volk der Tundra – Die Kultur der Nenzen“).